# Bonaventura Duda

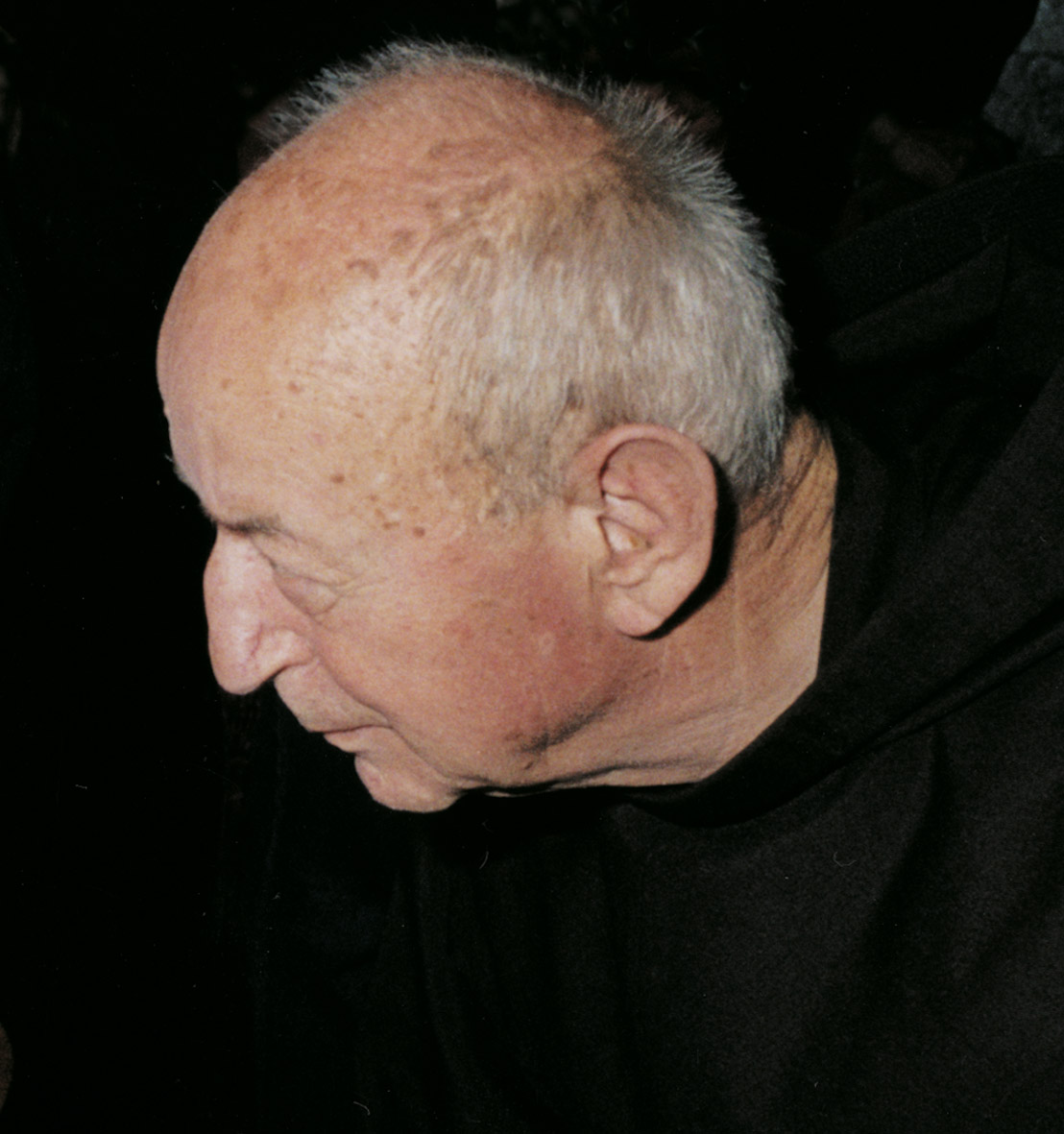
Bonaventura Duda (2012)

Bonaventura Duda (*  als Roko Duda am 14. Januar 1924 in Rijeka, Kroatien; † 3. August 2017 in Varaždin, Kroatien) war ein kroatischer Franziskanerpater, Theologe und Hochschullehrer.

## Leben
Seine frühe Kindheit verbrachte Duda im Dorf Kras auf der Insel Krk, wo er auch die Grundschule besuchte. Nach Absolvierung der Bürgerschule in Sušak besuchte er zunächst die Schule der Barmherzigen Schwestern vom heiligen Kreuz, die ihn 1935 weiterschickten auf ein von Franziskanern geführtes Gymnasium in Varaždin. Duda trat am 14. August 1941 der Ordensgemeinschaft der Franziskaner bei, erhielt den Ordensnamen Bonaventura und absolvierte sein Noviziat im Kloštar Ivanić. Er war Mitglied der kroatischen Franziskanerprovinz von SS. Cyril und Methodius in Zagreb. Duda studierte ab 1944 Theologie und Philosophie an der Katholisch-Theologischen Fakultät an der Universität Zagreb. Am 15. Januar 1950 empfing er durch Franjo Salis-Seewis, Weihbischof in Zagreb, die Priesterweihe. Nach seinem Lizenziat in Theologe 1952 absolvierte er von 1954 bis 1955 ein Doktoratsstudium am Antonianum in Rom. Von 1955 bis 1957 studierte er zudem am Päpstlichen Bibelinstitut.
Er lehrte Theologie an der Universität Zagreb. Von 1964 bis 1969 war er Professor und Leiter der Abteilung der Schriften des Neuen Testaments. Mehrmals war er Prodekan und von 1982 bis 1986 Dekan der Katholisch-Theologischen Fakultät. Parallel lehrte er über 17 Jahre lang an philosophischen und theologischen Institutionen der kroatischen Franziskanerprovinz in Samobor und Trsat.
Bekannt wurde er als Bibelforscher und biblischer Übersetzer, zudem als Übersetzer der Dokumente des Zweiten Vatikanischen Konzils in die kroatische Sprache. Er war für mehrere Zeitungen und Journale sowie bei Verlagen tätig. Er erhielt wissenschaftliche Preise und Auszeichnungen und wurde 2010 korrespondierendes Mitglied der Kroatischen Akademie der Wissenschaften und Künste in der Abteilung für Sozialwissenschaften. Seit 1946 veröffentlichte er eine Vielzahl von wissenschaftlichen, technischen und kulturellen Beiträgen und mehr als 40 Bücher. Er wird als einer der am angesehensten Franziskaner im kroatischen Sprachgebiet betrachtet.
Duda verstarb am 3. August 2017 in Varaždin im 94. Lebensjahr.